# Rübezahl

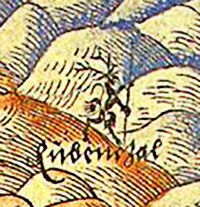
Rübezahl como um demônio de cauda, primeira representação conhecida por Martin Helwig, 1561

Rübezahl é um espírito de uma montanha do folclore alemão (homem selvagem) das Montanhas dos Gigantes (Riesengebirge, Krkonoše, Karkonosze), uma cadeia de montanhas ao longo da fronteira entre as terras históricas da Boêmia e Silésia. Ele é o tema de muitas lendas e contos de fadas no folclore alemão.

## Nome
A origem do nome não é clara. Uma interpretação é da história Como Rübezahl recebeu esse nome, por Johann Karl August Musäus que conta como o personagem uma vez raptada uma princesa que gostava de nabos (Alemão: Rübe. Quando ele plantou para ela, ela pediu-lhe para contar (zählen) as sementes. Enquanto ele contava, ela escapou. Outras etimologias são:
- Hriob Zagel da antiga palavra do Alto alemão antigo e Tcheco-derivado para "tempestade feroz".
- Riebezagel a partir de uma combinação do nome pessoal e do Médio Riebe zagel Alto alemão médio, que significa "cauda", de sua representação pictórica como um demônio de cauda.

Rübezahl é um nome ridículo, cujo uso provoca a sua ira. O nome respeitoso, "Senhor dos Montes" ou "Senhor João". O nome Checo, Krakonoš, é simplesmente derivado do nome da montanha. O nome em Polonês, Liczyrzepa, é um  calque do nabo-contador. Em um conto popular da Silésia, ele é chamado de "Príncipe dos Gnomos". Na Polónia, uma loteria, com o nome de "Liczyrzepka" existiu.

## Lendas
Nas lendas, Rübezahl é um gigante caprichoso, o gnome ou o espírito da montanha. Com pessoas boas, ele é simpático, ele ensina medicina e dá presentes. Se alguém lhe ridiculariza, no entanto, a vingança dele é severa. Ele às vezes faz o papel de um trapaceiro.
A origem das histórias, é desde os tempos pagãos. Rübezahl, é o fantástico Senhor do Tempo  para as montanhas e é semelhante ao Caçada selvagem. Inesperadamente ou por brincadeira manda, raios e trovões, névoa, chuva e neve da montanha abaixo, mesmo quando o sol está brilhando. Ele tomou a aparência de um monge em um vestido cinza (como Wotan em seu manto de nuvens) e tem um instrumento de corda na mão (a harpa da tempestade ), e anda tão forte, que a terra treme em torno dele. Há inúmeras semelhanças entre Rübezahl e Wotan, que, em histórias, sequestrada Freya, semelhante ao rapto Rübezahl e a princesa.
Na área é uma localidade botânica com um número especialmente grande de plantas com o nome de "Jardim Rübezahl's." Alguns edifícios de pedra incomuns na área, são nomeadas em sua homenagem, bem como, por exemplo, o Rübezahlkanzel an den Schneegruben.

## Museu

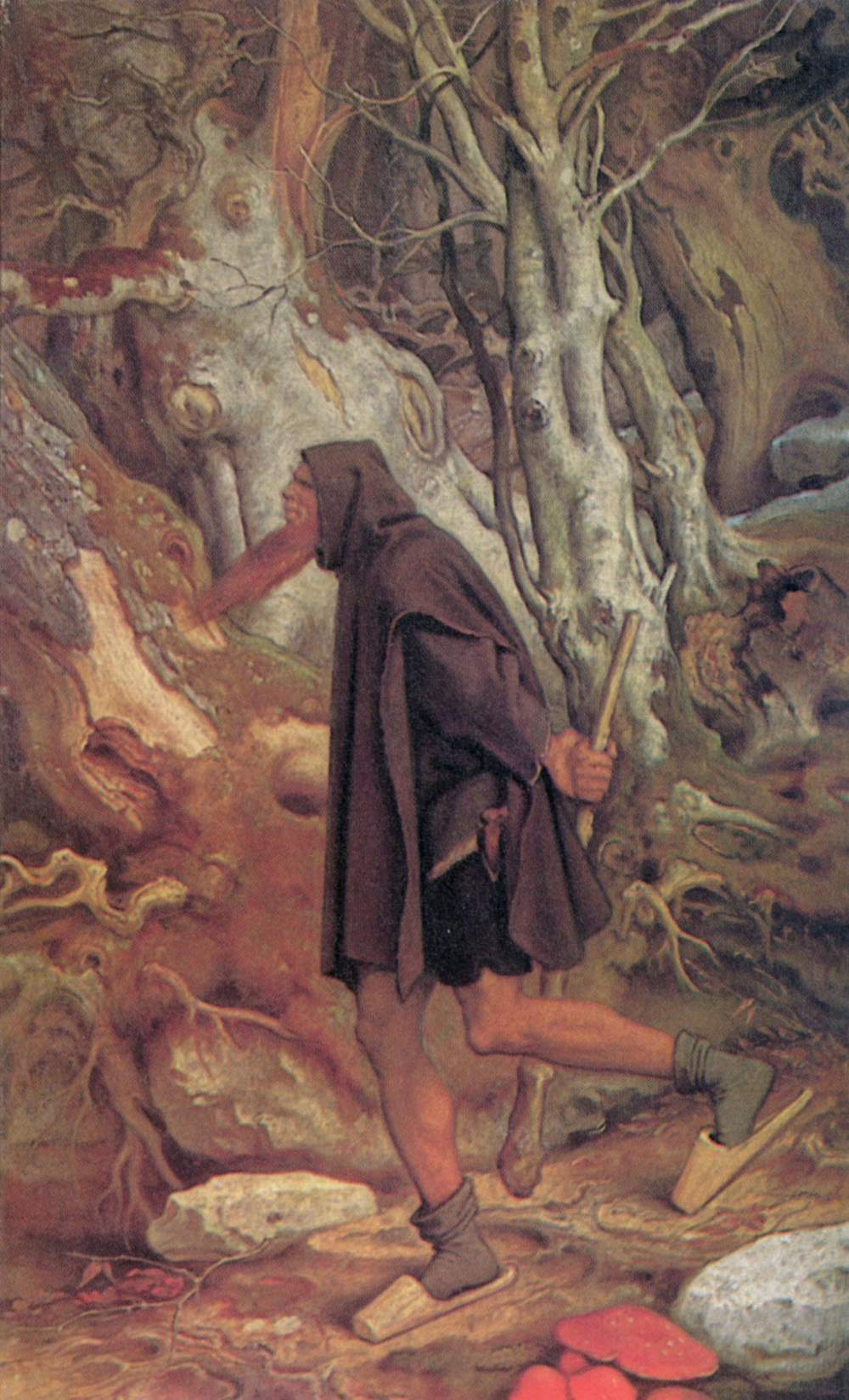
Rübezahl, por Moritz von Schwind, 1859

A cidade de Görlitz, Alemanha, o Museu Rübezahl foi inaugurado em Maio de 2005, graças ao trabalho de Ingrid Vettin-Zahn (1938-10 de abril de 2006). Originalmente de Lauban (Luban), na Baixa Silésia, Vettin-Zahn havia sido expulsos durante a Segunda Guerra Mundial, e reinstalados na Suíça, em 1945.

## Aparições na literatura e na música popular
Rübezahl foi mencionado pela primeira vez em 1565 como Ribicinia em um poema de Franz von Koeckritz. A história Rübezahl foi coletado e escrito por Johannes Praetorius no Daemonologia Rubinzalii Silesii (1662). O personagem mais tarde, apareceu por Johann Karl August Musäus em Legenden vom Rübezahl e por Carl Hauptmann em Rübezahl-Buch, bem como por Otfried Preußler em Mein Rübezahl-Buch. Finalmente, por Ferdinand Freiligrath, em Aus dem schlesischen Gebirge de Ein Glaubensbekenntnis, em 1844 de Robert Reinick em Rübezahls Mittagstisch. Ele é potencialmente fonte de inspiração para a personagem "Huhn" em Gerhart Hauptmann's "Und Pippa Tanzt!"
"The Return of Rübezahl"  "(o Retorno de Rübezahl)" é o título de uma faixa instrumental no LP "Yeti" (1970) pela banda de rock psicadélico alemão, Amon Düül II.

## Outras leituras
- Henning Eichberg: Rübezahl. Historischer Gestaltwandel und schamanische Aktualität. In: Jahrbuch der Schlesischen Friedrich-Wilhelms-Universität zu Breslau, Sigmaringen, 1991; 32: 153-178.
- Stephan Kaiser: Der Herr der Berge Rübezahl. Katalog zur Ausstellung. Königswinter-Heisterbacherrott: Museum für schlesische Landeskunde, 2000 (Hrsg.)